# Mary Finsterer
Mary Finsterer, née le 25 août 1962, est une compositrice et universitaire australienne.

## Biographie
Finsterer naît à Canberra en 1962. Elle obtient en 1987 un baccalauréat en musique (en) de l'Université de Melbourne. Récipiendaire du Royal Dutch Government Award en 1993, elle poursuit ses études à Amsterdam avec Louis Andriessen, puis retourne en Australie étudier avec Brenton Broadstock (en), complétant une maîtrise en musique (en) en 1995 à l'Université de Melbourne. Elle obtient un doctorat en philosophie en 2003. En 2006, elle reçoit une bourse Churchill pour son travail continu dans le domaine du multimédia. Finsterer est mariée au photographe Dean Golja.
Depuis 2007, Finsterer réalise une œuvre qui comprend In Praise of Darkness, une œuvre orchestrale majeure pour l'ensemble néerlandais ASKO│Schönberg en association avec Tura Music, un duo de violons pour les solistes Natsuko Yoshimoto et James Cuddeford, un quatuor à cordes pour le Quatuor à cordes Goldner (en), une œuvre de chambre pour les solistes de Sydney et un certain nombre d'œuvres pour son poste de compositrice en résidence en 2009 au Campbelltown Performing Arts Centre.
Sa fanfare orchestrale Afmaeli est la pièce d'ouverture des célébrations du 70e anniversaire du compositeur Louis Andriessen au Holland Festival en 2009. La même année, Finsterer remporte le prix Paul Lowin Orchestral pour sa nouvelle œuvre In Praise of Darkness.
Finsterer enseigne la musique et la composition à l'Université Duquesne de Pittsburgh, à l'Université de Montréal au Canada, à l'Université de Wollongong, au Victorian College of the Arts (en), au Conservatoire de musique de Sydney (en), à l'Université de Sydney et à l'Australian Film, Television and Radio School (en) où elle devient chercheuse honoraire en 2009. Finsterer est professeure vice-chancelièr à l'Université Monash et en juillet 2014, elle est annoncée comme la première chaire de composition de Chamber Music Australia à l'Université Monash pour y enseigner jusqu'en 2017. Elle occupe actuellement le poste de CALE Creative Fellow au Collège des Arts, du Droit et de l'Éducation de l'Université de Tasmanie tout en travaillant sur des œuvres à grande échelle. Ses œuvres sont jouées à l'internationale.
Finsterer compose pour des films et des événements électroacoustiques pour la Biennale de Musique de Zagreb (en), le Nouvel Ensemble Moderne, l'Ensemble intercontemporain et l'Ensemble Ictus pour des performances à Lille et à Bruxelles. Elle travaille comme orchestratrice sur le film Die Hard 4.0 de 2007. Sa musique de film pour le long métrage South Solitary (en) de 2010 reçoit une nomination au Film Critics Circle of Australia en 2010 et est depuis publiée sur le label CD ABC Music (en).
Son premier opéra, Biographica, sur un livret de Tom Wright, sur la vie de Jérôme Cardan, est créé en janvier 2017 au Festival de Sydney (en) avec le Sydney Chamber Opera (en) au Carriageworks (en). Son deuxième opéra, Antarctica, également sur un livret de Wright, est joué pour la première fois au Muziekgebouw aan 't IJ à Amsterdam pour le Holland Festival 2022 et le Sydney Festival 2023 en coproduction avec le Sydney Chamber Opera .
Finsterer est publiée par Schott Music .

## Honneurs et récompenses
- Compositrice en résidence avec le Melbourne Symphony Orchestra, 2023
- APRA/AMCOS (en) Art Music Award pour l'œuvre instrumentale 2019 pour Ignis
- APRA/AMCOS (en) Art Music Award pour le travail vocal 2018 pour Biographica
- APRA/AMCOS (en) Art Music Award pour l'œuvre instrumentale 2014 pour Aerea
- Prix d'orchestre Paul Lowin 2009 pour In Praise of Darkness
- Churchill Fellowship (en) 2006 pour le travail dans l'industrie cinématographique
- Bourse de composition du Conseil australien (en), 1998
- Prix du gouvernement royal des Pays-Bas 1993
- Compositrice en résidence avec le Sydney Symphony Orchestra, 1992
- La musique vit ! , Pittsburgh, 1992
- Prix Rostrum de Paris, 1992
- Forum 91 du Nouvel Ensemble Moderne
- Prix de composition Albert H. Maggs (en) 1990 pour Catch
- "Let's Celebrate Oz Music" ABC Award 1989

## Œuvres
Les œuvres sélectionnées comprennent :
- Ruisselant (1991)[note 1]
- Catch (1992)[note 1]
- Nextwave Fanfare (1992)[note 1]
- Omaggio Alla Pieta (1992)[note 1]
- Tract, for cello (1993)[note 1]
- Constans (1995)[note 1]
- Nyx (1996)[note 1]
- Ether (1998)[note 1]
- Achos (1999)[note 1]
- Kurz (2000)[note 1]
- Pascal's Sphere (2000)[note 1]
- Sequi (2001)[note 1]
- Sleep (2002)[note 1]
- Afmaeli (2009)
- In Praise of Darkness (2009)
- Ionia (2009)
- South Solitary (2010), musique de film (sortie sur CD South Solitary par ABC Classics)
- Antea (2012)
- Falling (2012)
- Silva (2012)
- Aerea (2013)
- Lake Ice: Missed Tales No. 1 (2013) pour double basse et orchestre
- Biographica (2017), opera
- Antarctica (2022), opera